# Ceratogyrus marshalli
Ceratogyrus marshalli är en spindelart som beskrevs av Pocock 1897. Ceratogyrus marshalli ingår i släktet Ceratogyrus och familjen fågelspindlar. Inga underarter finns listade i Catalogue of Life.